# Río Nevado (Piuquenes)
El río Nevado es un curso natural de agua que nace de la Cordillera de los Andes que drena las laderas occidentales del límite internacional de la Región de Atacama y se dirige con general SO hasta confluir con el río Pircas Negras para formar el río Piuquenes.

## Caudal y régimen
Risopatrón da su caudal como entre 60 y 80 l/s.

## Historia
Luis Risopatrón lo describe en su Diccionario Geográfico de Chile (1924) sobre el río:: 909 
Nevado (Río). Lleva 60 a 80 litros de agua i confluye al de los Piuquenes del Turbio, a la altitud 3.333 m. 98, ii, p. 321; m, p. 370 i carta de San Román (1892); 134; i 156.

## Población, economía y ecología
En su trayecto existe la playa de la Gallina